# Sierra Vista
Sierra Vista – miasto w Stanach Zjednoczonych, w stanie Arizona, w hrabstwie Cochise.
W 2023 roku populacja wynosiła 45 744 osób.